# Irski evrokovanci
Irski evrokovanci imajo na hrbtni strani vsi enak motiv, ki ga je oblikoval Jarlath Hayes. Upodobljena je keltska harfa, ki je tradicionalen irski simbol. Desno od podobe harfe je vkovano leto izdaje kovanca, levo pa napis v tradicionalni gelski pisavi EIRE, naziv za Irsko v irščini. Po obodu kovanca je 12 zvezd, ki so simbol Evropske skupnosti.

## Podoba irskih evrokovancev
| Irski evrokovanci – zadnja stran | Irski evrokovanci – zadnja stran | Irski evrokovanci – zadnja stran                                              |
| 0,01 €                           | 0,02 €                           | 0,05 €                                                                        |
| -------------------------------- | -------------------------------- | ----------------------------------------------------------------------------- |
|                                  |                                  |                                                                               |
| Keltska harfa                    |                                  |                                                                               |
| 0,1 €                            | 0,2 €                            | 0,5 €                                                                         |
|                                  |                                  |                                                                               |
| Keltska harfa                    |                                  |                                                                               |
| 1 €                              | 2 €                              | Rob kovanca za 2 €                                                            |
|                                  |                                  | Številka 2 med dvema zvezdicama, izmenično obrnjena na glavo, skupaj šestkrat |
| Keltska harfa                    |                                  |                                                                               |
|                                  |                                  |                                                                               |